# Adjectif
En grammaire, on appelle adjectif (anciennement nom adjectif) une nature de mot qui s'adjoint au noyau au sein d'un groupe nominal pour exprimer une qualité (adjectif qualificatif), une relation (adjectif relationnel) ou pour permettre à celui-ci d'être actualisé au sein d'une phrase (adjectif déterminatif).
L'adjectif qualificatif ou relationnel remplit la fonction syntaxique d'épithète lorsqu'il détermine une propriété spécifique de l'ensemble qu'il qualifie, souvent le nom. Il est dit attribut lorsqu'il détermine une propriété générique d'un ensemble évoqué par le nom, par l'intermédiaire d'une copule, laquelle est typiquement un verbe.
La terminologie grammaticale traditionnelle inclut également dans la classe des adjectifs certains déterminants : on parle parfois d'adjectifs possessifs, démonstratifs, indéfinis, numéraux... Ces « adjectifs déterminatifs » constituent avec les articles la classe des déterminants et se différencient des adjectifs par leur distribution et fonction bien distinctes. C'est pour cette raison que la plupart des grammairiens évitent cette classification et parleront aujourd’hui de déterminants possessifs, démonstratifs, etc.
Dans certaines langues flexionnelles, l'adjectif se décline. Lorsque ces langues ne possèdent pas de système casuel, on dit que l’adjectif s'accorde (avec le nom qu'il qualifie, généralement), c'est-à-dire qu'il reprend ses traits grammaticaux, comme le genre ou le nombre.

## Langues vivantes

### Français
L'adjectif est un groupe de nom qui précise ou qui caractérise d'autres groupes de mots tel que le nom et le pronom. En français l'adjectif s'accorde en genre et en nombre avec le nom auquel il est associé.
Ex. : Le chat est gentil / La chatte est gentille

#### Adjectif de couleur
Lorsqu'un adjectif est placé pour décrire la couleur d'un animal, d'un object ou de toute autre chose, il y a des accords particuliers. Quand l'adjectif est derivé d'un nom, il reste invariable. Alors que s'il est derivé d'une couleur, il s'accorde avec le nom auquel il est associé.
Ex. : Des pantalons marron (derivé du nom marron) / des chaussures bleues (pas dérivé d'un nom)

### Allemand
En allemand, les adjectifs apportent comme en français une information sur la qualité ou la situation du terme auquel ils se rapportent. De la même façon, il peut être épithète, attribut ou apposé.

#### Adjectif épithète
Quand il est épithète, l'adjectif est placé à gauche de la base nominale et s'accorde en genre et en nombre avec elle.
Ex. : Das schöne Haus / Die schönen Häuser

#### Adjectif attribut
Quand il est attribut du sujet ou du COD, l'adjectif est invariable.
Ex. : Das Haus ist schön. / Ich finde das Haus schön.

#### Adjectif apposé
Quand il est apposé, l'adjectif est invariable. Il peut être transformé en proposition subordonnée relative.
Ex. : Das Haus, sehr schön, ist teuer. / Das Haus, das sehr schön ist, ist teuer.

### Anglais
L'adjectif en anglais est rigoureusement invariable. Cela n'a toutefois pas toujours été le cas : jusqu'à la période du moyen anglais, les adjectifs s'accordaient en nombre, en genre et en cas. Comme dans les autres langues germaniques, l'adjectif épithète s'accordait différemment en fonction de la détermination du syntagme nominal : indéfinie (gōd mann, a good man) ou définie (sē gōda mann, the good man).
En anglais, les adjectifs épithètes se placent le plus souvent avant le substantif qu'ils qualifient. Lorsque plusieurs adjectifs qualifient un même substantif, ils sont placés selon un ordre précis,,, soit : opinion, taille et stature, âge (adjectifs indiquant l'ancienneté) et forme, origine, couleur, matière, but (ex. passenger car). Ainsi, on écrit par exemple : nice (opinion) little (taille) old (âge) round (forme) [round et old peuvent être intervertis] white (couleur) brick (matière) house. Par ailleurs, les adjectifs sont souvent placés par ordre du plus général au plus particulier, par exemple : an old medieval castle.